# Praça de Cibeles (Madrid)

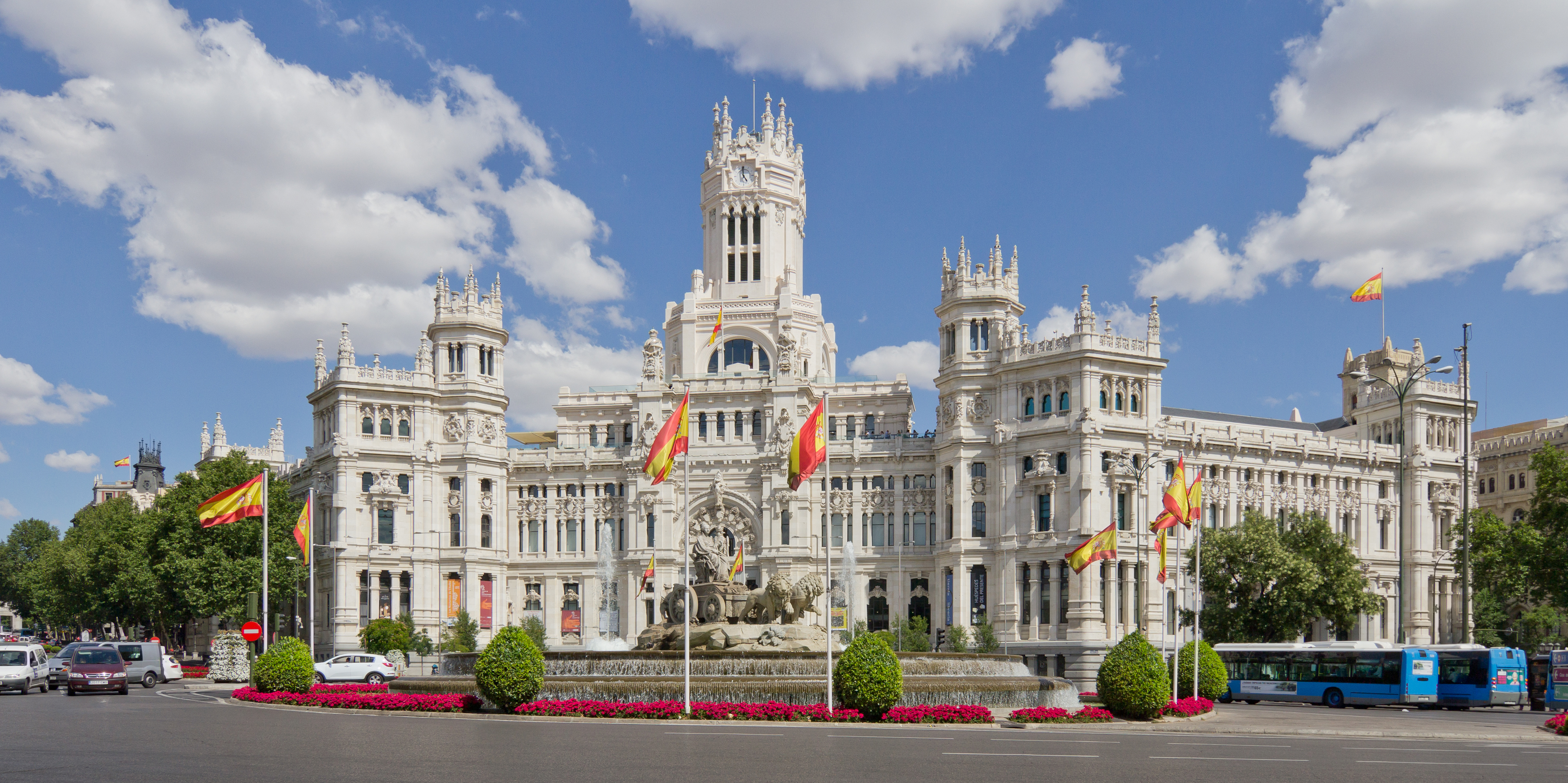
Vista da praça de Cibeles, em Madri

A praça de Cibeles (Plaza de Cibeles) se encontra na cidade espanhola de Madri, na interseção das Calle de Alcalá (que a cruza de leste a oeste) com o Paseo de Recoletos (ao norte) e o Paseo del Prado (ao sul). Este lugar, um dos mais simbólicos da capital, divide os limites dos bairros Centro, Retiro e Salamanca.
No centro do recinto, se situa a famosa Fonte de Cibeles, esculpida no ano de 1782, a partir de um desenho de Ventura Rodríguez. Em cada uma das quatro esquinas pra praça estão edifícios emblemáticos, construídos entre o final do século XVIII e o início do século XX.
O Palacio de Buenavista ou Cuartel General del Ejército, que data de 1777, é o mais antigo de todos eles. Se situa no ângulo noroeste, em frente ao Palácio de Linares ou Casa de América, que se localiza na parte nordeste. Por sua vez, o Palacio de Comunicaciones, sede da Prefeitura de Madri desde 2007, estende-se sobre o extremo sudeste e o Banco de Espanha sobre o sudoeste.

## Toponimia
A praça de Cibeles toma seu nome da fonte homônima, dedicada à deusa grega Cibeles, esposa do titã Cronos e mãe de Atis. O lugar se chamou inicialmente de praça de Madrid, mas no ano 1900, a prefeitura de Madrid a batizou como praça de Castelar, nome que finalmente foi substituído  pelo atual.